# Роскин, Григорий Иосифович
Григорий Иосифович Роскин (24 июля 1892, Витебск, Витебская губерния, Российская империя — 16 марта 1964, Москва, СССР) — русский и советский гистолог, протозоолог, фармаколог и цитолог, родной брат литературоведа и критика Александра Роскина и живописца Владимира Роскина.

## Биография

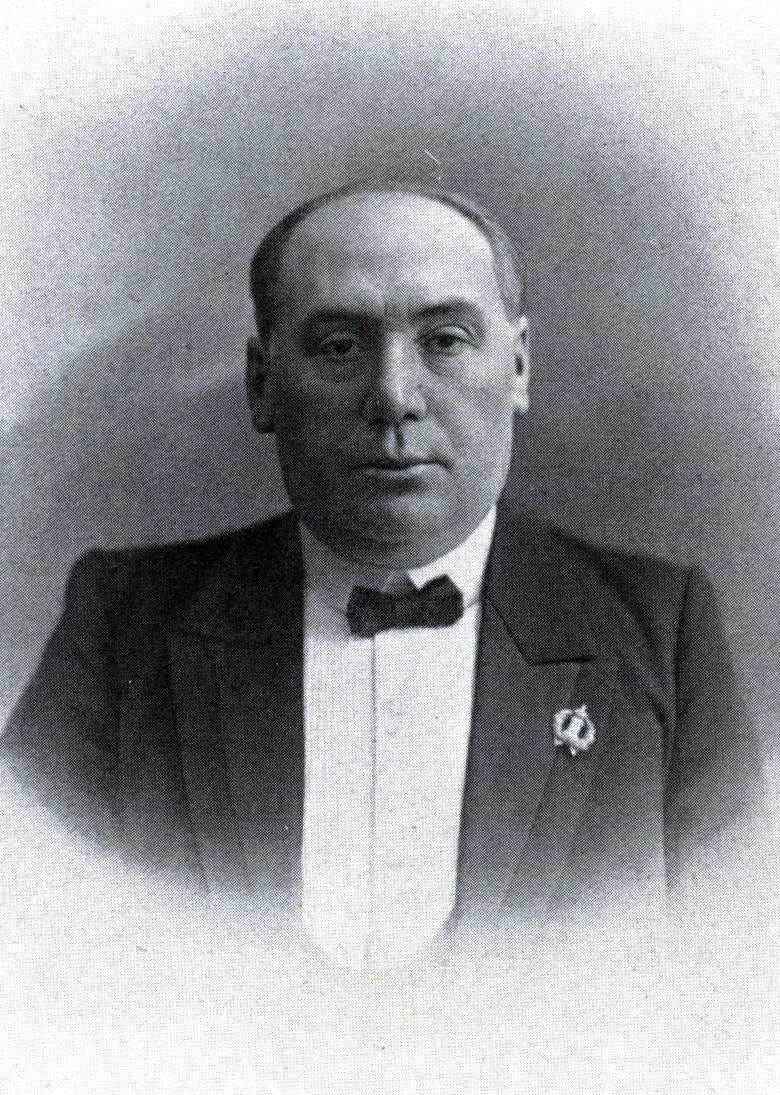
Иосиф Роскин — отец Григория Роскина, 1909

Родился 24 июля 1892 года в Витебске в семье присяжного поверенного Московской судебной палаты Иосифа Гершевича (Григорьевича) Роскина (?—1919) и Веры Львовны Роскиной (урождённая Ривка Лейбовна Дынкина, ?—1946). Родители Григория Роскина жили в Москве, но приехали в Витебск на отдых, где у матери Григория начались схватки и появился на свет Григорий. В 1896 году в семье появился сын Владимир, а в 1898 году ещё один — Александр.
Все три брата с детства мечтали работать в научных[прояснить] областях — Григорий в биологии, Владимир в живописи и Александр в литературе.
Григорий Иосифович среднее образование получил в Москве и поступил в Московский университет, который успешно окончил в 1912 году в возрасте всего лишь 20 лет, так как быстрее всех освоил университетскую программу и администрация решила оставить дипломированного специалиста у себя. С 1912 по 1930 год работал в качестве научного сотрудника, с 1930 по 1964 год занимал должность профессора и заведующего кафедрой цитологии и гистологии, одновременно с этим с 1925 по 1938 год руководил отделом протистологии Микробиологического НИИ Наркомпроса РСФСР.
Всемирную известность Г. И. Роскину принесли работы 1931 года, в которых он обнаружил антагонизм между ростом злокачественных клеток в организме и тропической паразитарной болезнью, вызываемой простейшими вида Trypanosoma cruzi (болезнь Шагаса). Г. И. Роскин установил, что при заражении этой лихорадкой у животных останавливается рост раковых клеток и начинается регрессия опухоли, вплоть до её полного исчезновения. Данный феномен был подтверждён многочисленными работами отечественных и зарубежных учёных. В поиске причин такого эффекта Роскин показал, что для раковых клеток характерна высокая агрессивность и при этом повышенная чувствительность к различным воздействиям.
С 1939 по 1941 год Григорий Иосифович руководил лабораторией цитологии института физиологии АН СССР, с 1943 по 1947 и с 1946 по 1951 год руководил лабораторией института онкологии Министерства здравоохранения РСФСР и отделом цитологии лаборатории биотерапии рака АМН СССР.
В 1953 году открыто новое высотное здание МГУ на Ленинских горах и Григорий Иосифович переехал туда, где в 1957 году организовал лабораторию экспериментальной цитологии и цитохимии раковой клетки.
Лауреат премии имени М. В. Ломоносова I степени (1947) за работу «Антибластомные вещества микробных клеток».
В 1946 году монография Клюевой и Роскина «Биотерапия злокачественных опухолей» была опубликована в США. Их обвинили в предательстве интересов Родины. В газетах появились статьи о продажных учёных. Константин Симонов написал пьесу «Чужая тень», Александр Штейн — ещё одну: «Закон чести», режиссёр Абрам Роом поставил по ней фильм «Суд чести» — историю о том, как советская учёная продаёт секрет спасительного лекарства за флакон французских духов. Фильм получил Сталинскую премию за 1949 год.
В 1955 году все обвинения были сняты.

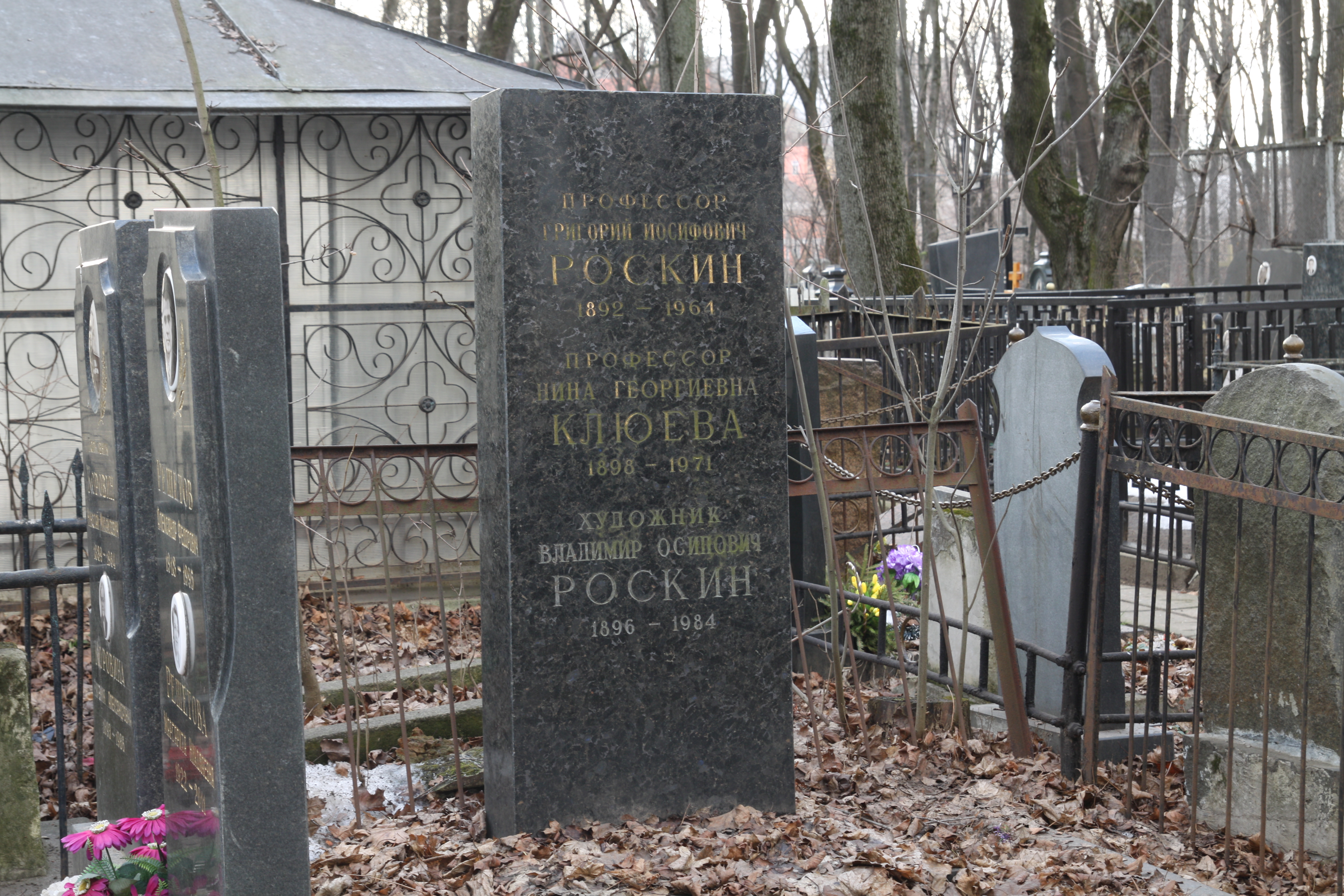
Могила Г. И. Роскина на Введенском кладбище

Скончался Григорий Роскин 16 марта 1964 года в Москве. Похоронен на Введенском кладбище (8-й участок).
Книга «Biotherapy of malignant tumors» в английском переводе была издана в 1967 году в Оксфорде.

## Личная жизнь
Был женат на биологе Нине Георгиевне Клюевой (11 июня 1899—24 августа 1971).

## Научные работы
Основные научные работы посвящены сравнительной цитологии гладких мышц, изучению строения и метаболизма нервных и раковых клеток. Григорий Роскин ряд научных работ провёл совместно со своей женой Н. Г. Клюевой.
- Выдвинул представление о цитохемоархитектонике нервной системы.
- Исследовал морфологию и физиологию простейших.
- Расширил знания о мионе — морфологической единице строения гладкой мускулатуры млекопитающих.
- Совместно со своей женой Н. Г. Клюевой создал лекарство круцин и предложил новое направление в онкологии — биотерапия злокачественных опухолей. Круцин показал свою высокую эффективность в терапии рака шейки матки, желудка, гортани, аденокарциномы молочной железы, поджелудочной железы и ангиосаркомы[6]. Однако эффективность лекарства до сих пор дискутируется. (Наука и жизнь, 1988, №1.)

## Научные труды
- Роскин Г. И. Микроскопическая техника : Руководство, 1946.
- Роскин Г. И., Клюева Н. Г. Биотерапия злокачественных опухолей, 1946.
- Роскин Г. И., Клюева Н. Г. Проблема противораковых антибиотиков. Обратное развитие злокачественных опухолей под влиянием факторов микробного происхождения, 1957.